# Ndébélé du Transvaal
Cet article concerne la langue ndébélé du Transvaal. Pour l'autre langue ndébélé, voir Ndébélé du Zimbabwe. Pour les peuples ndébélés, voir Ndébélés.
Le ndébélé du Transvaal, ou ndébélé du Sud (autonyme : isiNdebele), est une langue bantoue du groupe nguni, parlée par les Ndébélés dans le nord-est de l'Afrique du Sud. Elle est différente du ndébélé du Zimbabwe.

## Nom
Le ndébélé du Transvaal est également appelée isikhethu, ndzundza, nrebele, ndébélé du sud ou isindebele.

## Utilisation
- 0–20 %
- 20–40 %
- 40–60 %
- 60–80 %
- 80–100 %

Proportion des personnes utilisant la langue à la maison.

Elle est parlée principalement dans les provinces sud-africaines du Mpumalanga et du Gauteng, au nord-est de Pretoria, et compte 
2 490 000 locuteurs, dont 1 090 000 en tant que langue maternelle en 2011 et 1 400 000 comme langue seconde en 2002.

## Dialectes
Le ndébélé du Transvaal est composé des dialectes du Nord et du Sud. Le dialecte du Nord est parlé dans la province de Limpopo et celui du Sud est parlé dans celles de Gauteng et Mpumalanga.

## Reconnaissance légale
Le ndébélé du Transvaal est reconnu comme langue nationale officielle dans l'article 6, paragraphe 1 de la Constitution de l'Afrique du Sud de 1996. C'est également une langue provinciale officielle reconnue dans la section 4, paragraphe 1 de la loi sur l'usage des langues officielles de 2012 dans la province du Mpumalanga.

## Écriture
La langue s'écrit avec un alphabet latin modifié. Le braille peut également être utilisé.